# HD 52603
HD 52603 è una stella gigante arancione di magnitudine 6,27 situata nella costellazione della Carena. Dista 280 anni luce dal sistema solare.

## Osservazione
Si tratta di una stella situata nell'emisfero celeste australe. La sua posizione è fortemente australe e ciò comporta che la stella sia osservabile prevalentemente dall'emisfero sud, dove si presenta circumpolare anche da gran parte delle regioni temperate; dall'emisfero nord la sua visibilità è invece limitata alle regioni temperate inferiori e alla fascia tropicale. Essendo di magnitudine pari a 6,3, non è osservabile ad occhio nudo; per poterla scorgere è sufficiente comunque anche un binocolo di piccole dimensioni, a patto di avere a disposizione un cielo buio.
Il periodo migliore per la sua osservazione nel cielo serale ricade nei mesi compresi fra dicembre e maggio; nell'emisfero sud è visibile anche all'inizio dell'inverno, grazie alla declinazione australe della stella, mentre nell'emisfero nord può essere osservata limitatamente durante i mesi della tarda estate boreale.